# Halloween Havoc 1991
Halloween Havoc 1991: Chamber of Horrors fu un pay-per-view organizzato dalla federazione di wrestling World Championship Wrestling; si svolse il 27 ottobre 1991 presso la UTC Arena di Chattanooga, Tennessee, Stati Uniti.
Il main event dello show fu un Two out of three falls match per il titolo WCW World Heavyweight Championship, in cui il campione Lex Luger sconfisse Ron Simmons. Altro match molto pubblicizzato dell'evento fu un Chamber of Horrors match tra la squadra composta da El Gigante, Sting, e The Steiner Brothers (Rick Steiner & Scott Steiner) e quella composta da Abdullah the Butcher, The Diamond Studd, Cactus Jack e Big Van Vader. Brian Pillman si laureò primo WCW Light Heavyweight Champion sconfiggendo Richard Morton nella finale del torneo per l'assegnazione della nuova cintura.

## Descrizione
Nel famigerato match inaugurale del ppv, El Gigante, Sting, & The Steiner Brothers (Rick & Scott) sconfissero Abdullah the Butcher, The Diamond Studd, Cactus Jack e Big Van Vader in un Chamber of Horrors Match. La squadra di Sting vinse dopo che Cactus Jack premette accidentalmente l'interruttore della sedia elettrica dove era stato messo Abdullah, convinto che invece ci fosse Rick Steiner. Originariamente il match avrebbe dovuto essere El Gigante, Sting, e Steiner Brothers contro Oz, Diamond Studd, One Man Gang, e Barry Windham. Cactus sostituì Oz, Vader rimpiazzò Windham, e Abdullah lottò al posto di One Man Gang. Durante il pre-show, Barry Windham venne attaccato da Arn Anderson & Larry Zbyszko e riportò la frattura di una mano che gli venne schiacciata nella portiera di un'auto da Zbyszko. One Man Gang raccontò nel corso di una successiva intervista che avrebbe dovuto prendere parte al match, ma che lasciò la WCW poco tempo prima della manifestazione per dissidi contrattuali (infatti nel poster promozionale dell'evento egli era presente).

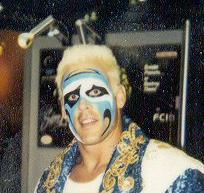
Sting, la sua squadra vinse il Chamber of Horrors match

Nel secondo match della serata, Big Josh & PN News sconfissero The Creatures (Joey Maggs & Johnny Rich).
Bobby Eaton sconfisse Terrance Taylor schienandolo dopo un match durato sedici minuti.
Johnny B. Badd sconfisse Jimmy Garvin. Badd schienò Garvin.
Il WCW World Television Champion Steve Austin pareggiò per limiti di tempo con Dustin Rhodes e mantenne così il titolo.
Bill Kazmaier sconfisse Oz per sottomissione. Oz sostituiva Cactus Jack, che aveva dovuto partecipare al Chamber of Horrors match di inizio serata.
Van Hammer sconfisse Doug Somers in appena un minuto e tredici secondi. Somers lottò in sostituzione di Michael Hayes.
Brian Pillman sconfisse Richard Morton diventando così il primo WCW Light Heavyweight Champion. Questa fu la finale del torneo indetto per incoronare il primo campione Light-Heavyweight della federazione.
The WCW Halloween Phantom sconfisse Tom Zenk. Al termine dell'incontro, The Phantom si rivelò essere Rick Rude mascherato.
Gli Enforcers (Arn Anderson & Larry Zbyszko) sconfissero The Patriots (Todd Champion & Firebreaker Chip), mantenendo i titoli WCW World Tag Team Championship. Il WCW United States Tag Team Championship dei Patriots non era in palio durante il match, nonostante fossero i campioni in carica.
Lex Luger (con Harley Race) sconfigge Ron Simmons (con Dusty Rhodes) in un two out of three falls match difendendo così il titolo WCW World Heavyweight Championship. Il primo schienamento avvenne al minuto 4:54 quando Simmons schienò Luger, poi il punteggio andò sul pareggio quando al quindicesimo minuto Simmons fu squalificato per avere gettato Luger oltre la terza corda del ring; e infine Luger mise a segno il punto decisivo schienando Simmons dopo un piledriver al minuto 18:59.

## Risultati
| N. | Risultati | Stipulazione                                                                  | Durata |
| -- | --- | ----------------------------------------------------------------------------- | ------ |
| 1  | El Gigante, Sting, & The Steiner Brothers (Rick & Scott) sconfiggono Abdullah the Butcher, The Diamond Studd, Cactus Jack e Big Van Vader | Chamber of Horrors match                                                      | 12:33  |
| 2  | Big Josh & PN News sconfiggono The Creatures (Joey Maggs & Johnny Rich)                                                                   | Tag team match                                                                | 05:16  |
| 3  | Bobby Eaton sconfigge Terrance Taylor | Single match                                                                  | 16:00  |
| 4  | Johnny B. Badd sconfigge Jimmy Garvin | Single match                                                                  | 08:16  |
| 5  | Stunnin' Steve Austin (c) pareggia con Dustin Rhodes per limite di tempo                                                                  | Single match per il titolo WCW World Television Championship                  | 15:00  |
| 6  | Bill Kazmaier sconfigge Oz | Single match                                                                  | 03:59  |
| 7  | Van Hammer sconfigge Doug Somers | Single match                                                                  | 01:13  |
| 8  | Brian Pillman sconfigge Richard Morton | Single match per il titolo WCW Light Heavyweight Championship                 | 12:45  |
| 9  | The WCW Halloween Phantom sconfigge Tom Zenk                                                                                              | Single match                                                                  | 01:27  |
| 10 | The Enforcers (c) (Arn Anderson & Larry Zbyszko) sconfiggono The Patriots (Todd Champion & Firebreaker Chip)                              | Tag team match per i titoli WCW World Tag Team Championship                   | 09:51  |
| 11 | Lex Luger (c) (con Harley Race) sconfigge Ron Simmons (con Dusty Rhodes)                                                                  | Two out of three falls match per il titolo WCW World Heavyweight Championship | 18:59  |

### Torneo per il titolo WCW Light Heavyweight Championship
|  | Quarti di finale (TV) | Quarti di finale (TV) | Quarti di finale (TV) |                |       | Semifinali (TV) | Semifinali (TV) | Semifinali (TV) |  |  | Finale (PPV) | Finale (PPV)  | Finale (PPV) |
|  |                       |                       |                       |                |       |                 |                 |                 |  |  |              |               |              |
|  | 1                     | Brian Pillman         |                       |                |       |                 |                 |                 |  |  |              |               |              |
|  | 8                     | BYE                   |                       |                |       |                 |                 |                 |  |  |              |               |              |
|  | 8                     | BYE                   | Brian Pillman         |                |       |                 |                 |                 |  |  |              |               |              |
|  |                       |                       |                       |                |       |                 |                 |                 |  |  |              |               |              |
|  |                       |                       | Badstreet             |                |       |                 |                 |                 |  |  |              |               |              |
|  | 4                     | Joey Maggs            |                       |                |       |                 |                 |                 |  |  |              |               |              |
|  | 4                     | Joey Maggs            |                       |                |       |                 |                 |                 |  |  |              |               |              |
|  | 5                     | Badstreet             |                       |                |       |                 |                 |                 |  |  |              |               |              |
|  |                       |                       |                       |                |       |                 |                 |                 |  |  |              | Brian Pillman | Schienamento |
|  |                       |                       |                       | Richard Morton | 12:45 |                 |                 |                 |  |  |              |               |              |
|  | 3                     | Mike Graham           |                       |                |       |                 |                 |                 |  |  |              |               |              |
|  | 6                     | Terrence Taylor       |                       |                |       |                 |                 |                 |  |  |              |               |              |
|  | 6                     | Terrence Taylor       | Mike Graham           |                |       |                 |                 |                 |  |  |              |               |              |
|  |                       |                       |                       |                |       |                 |                 |                 |  |  |              |               |              |
|  |                       |                       | Richard Morton        |                |       |                 |                 |                 |  |  |              |               |              |
|  | 2                     | Richard Morton        |                       |                |       |                 |                 |                 |  |  |              |               |              |
|  | 2                     | Richard Morton        |                       |                |       |                 |                 |                 |  |  |              |               |              |
|  | 7                     | Johnny Rich           |                       |                |       |                 |                 |                 |  |  |              |               |              |

Altre personalità presenti
| Ruolo          | Nome:                 |
| -------------- | --------------------- |
| Commentatori   | Jim Ross              |
| Commentatori   | Tony Schiavone        |
| Intervistatori | Eric Bischoff         |
| Intervistatori | Missy Hyatt           |
| Annunciatore   | Gary Michael Cappetta |